# José Maiques
José Maiques Campos (Benifayó, 31 de octubre de 1923 - 23 de enero de 2003) fue un fotógrafo español.
Hijo de labrador y operario de la planta de Laisa en Benifayó, trabajó pluriempleado como operador en los cines de Benifayó y Almusafes. Abrió su estudio de fotografía en 1952, y en 1962 se trasladó a su local definitivo en la calle Santa Bárbara de Benifayó.
En el estudio trabajaron José Cruz y el retocador Vicent Costa, quien también trabajó para Ismael Latorre en Alginet. A finales de la década de 1960 sus hijas empezaron a trabajar, y el año 1975 abrieron un segundo estudio en Almusafes. José Maiques se jubiló en 1988, y sus hijas continuarían su trabajo hasta su jubilación en 2016.
En 2016 se realizó una exposición del fondo fotográfico de Maiques en el Centro Cultural Enric Valor y en el Ayuntamiento de Benifayó.
En 2020 sus hijas Concepción y Mª Carmen Maiques Montrull donaron al Ayuntamiento de Benifayó su fondo fotográfico, formando parte así del Archivo Municipal de Benifayó como fondo incorporado.
El fondo fotográfico de José Maiques contiene una ingente cantidad de negativos, desde 1952 y de imágenes digitalizadas hasta 2014. Recientemente el fondo fotográfico ha sido objeto de una reinstalación i su cuantificación por lo que se ha podido certificar la existencia de más de 780.000 imágenes, de las que 250.000 son negativos con una antigüedad de más de cuarenta años (1952-1984).  El Fondo fotográfico José Maiques se presenta así como uno de los más extensos fondos fotográficos de la Comunidad Valenciana.
De ellas, más de 47.000 negativos corresponden a los primeros veinte años de producción (1952-1972). El fondo recoge un amplio espectro de temáticas, como actos sociales e institucionales, urbanismo, etnología, historia local, tradición agrícola e industrial, estampas populares, fiestas o deportes, tanto de la localidad de Benifayó como de otras localidades vecinas (Almusafes, Sollana, Romaní, Llombay. Constituye un excepcional testimonio etnoantropológico de la cultura valenciana.
En 2024 se concede al Foto-Estudio Maiques el Premio Ciudad de Benifayó